# Halíl ibn Ahmad
Al-Halíl ibn Ahmad al-Faráhídi (arab betűkkel الخليل بن أحمد الفراهيدي – al-Ḫalīl ibn Aḥmad al-Farāhīdī; Omán, 718 – Irak, Baszra, 786/791?) arab filológus, szótárszerző és irodalomtudós.
Az arab Azd-törzs sarja volt, élete legnagyobb részét Baszrában élte le, az ottani nyelvészeti és filológiai irányzat egyik megalapítója és legjelentősebb alkotója volt. Az egyetlen biztos adat, amit róla tudunk, hogy megérte 75. életévét, valamikor 780 és 791 között, és hogy tanítványai közé tartozott a legjelesebb nyelvészek egyike, Szíbavajhi.
Régi arab költeményeket alapul véve kidolgozta az arab metrika (arúd) alapjait, munkáját az időtől egyedül érvényesnek fogadták el az arab költészetben. Ő állította össze az első arab szótárat is, amelyben betűrend helyett a hasonló képzésű hangok sorrendjében halad. A kezdő betűről „Az ajn könyve” (Kitáb al-ajn) címen ismert.